# پاک‌بان

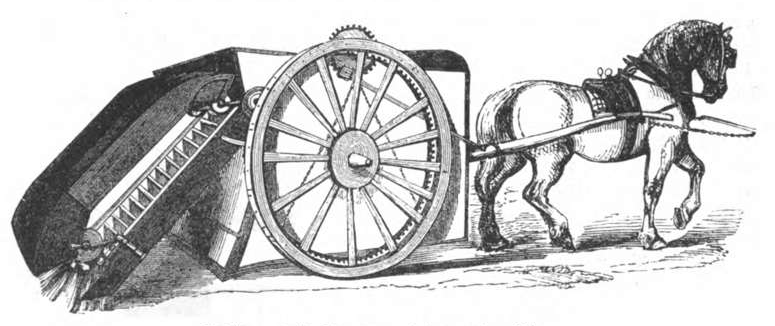
دستگاه پاکیزه کننده مکانیکی اختراع شده توسط جوزف ویتورث به سال ۱۸۴۶.

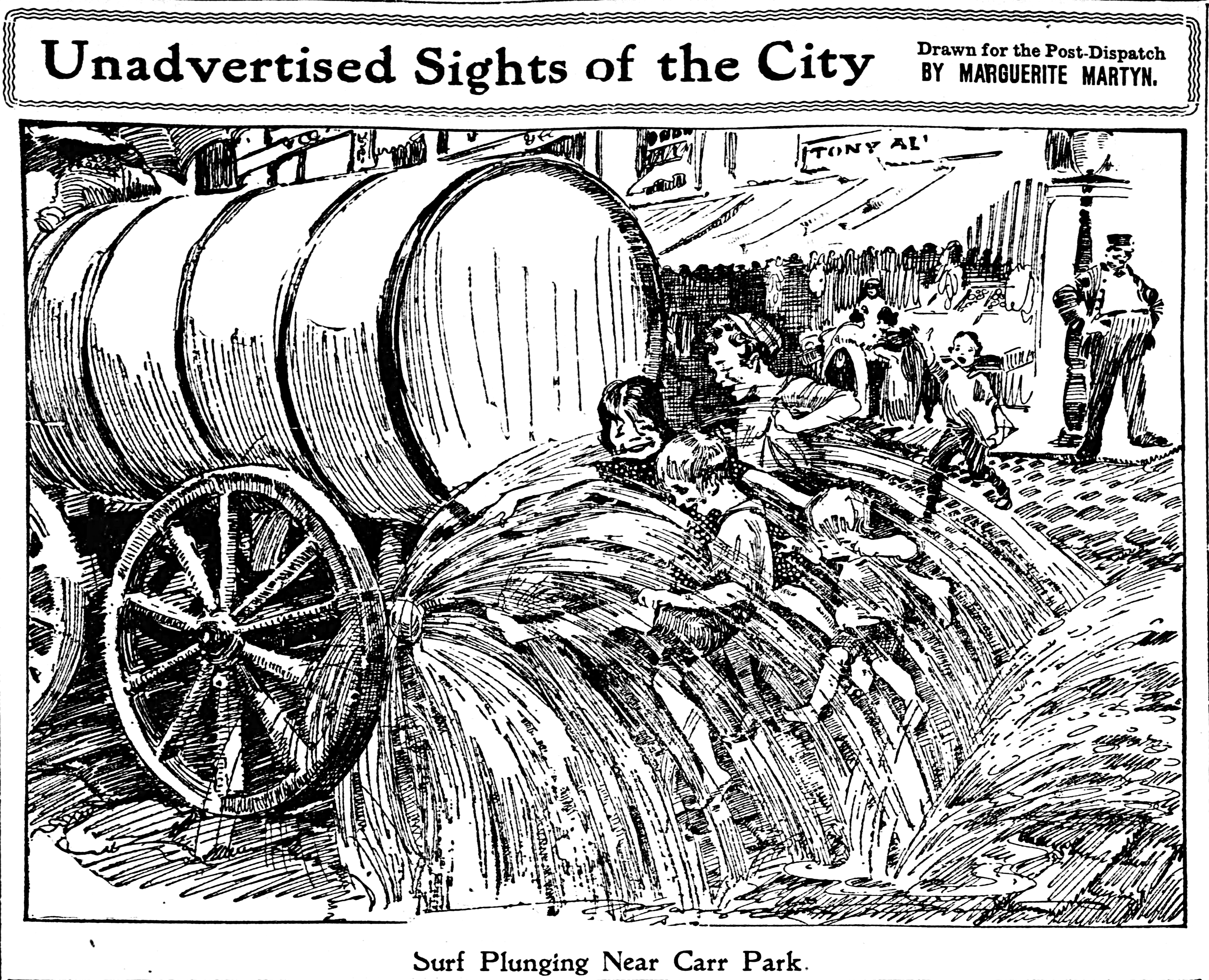
نقاشی توسط مارگریت مارتین از کودکان به دنبال واگن تمیزکننده خیابان در سنت لوئیس ایالت میسوری به سال ۱۹۱۴.

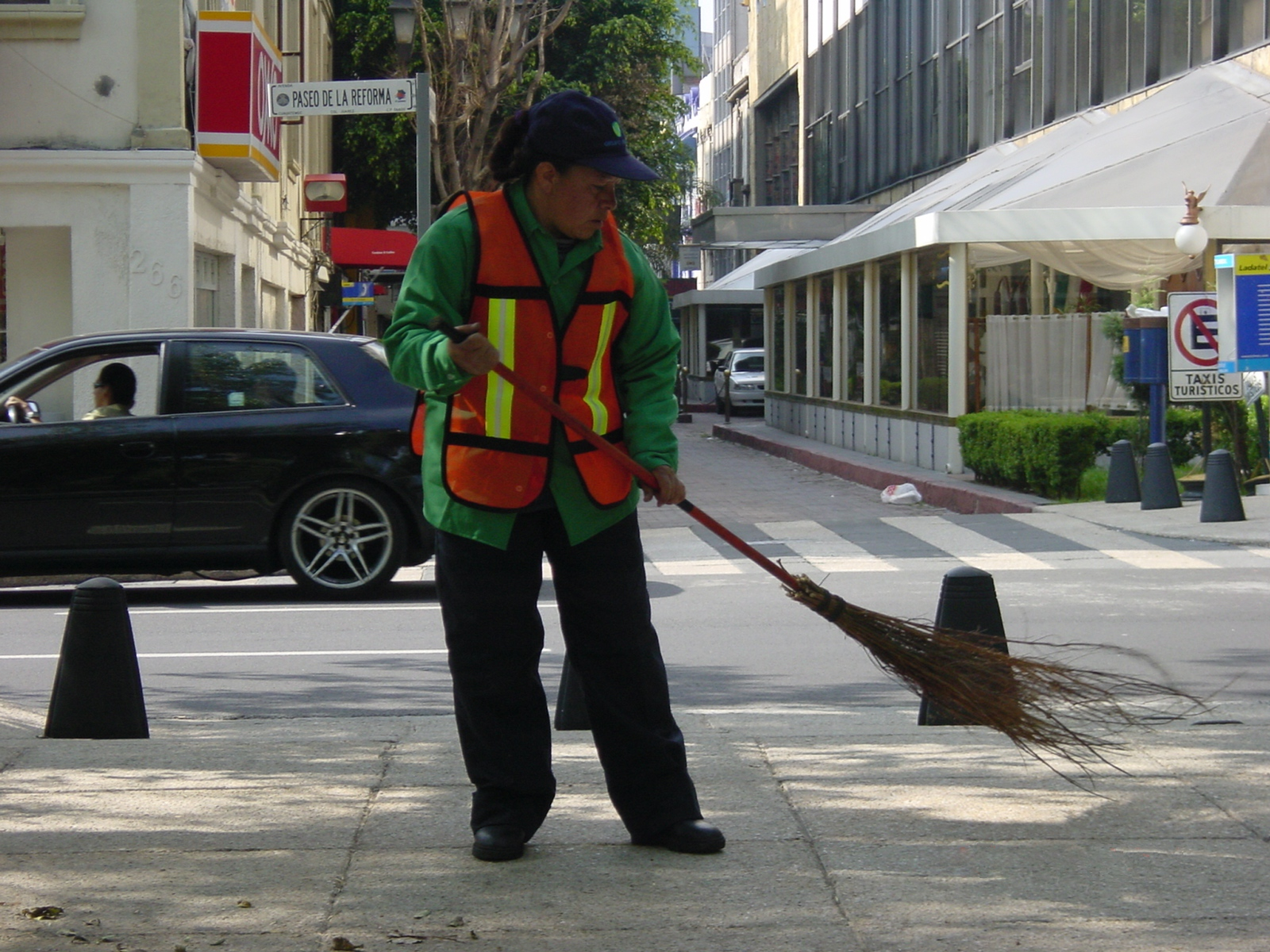
یک رفتگر در خیابان پاسِئو دِ لا رِفورما در مکزیکو سیتی به سال ۲۰۰۴.

بنای یادبود پاک‌بان در سن پترزبورگ روسیه، ۲۰۰۶–۲۰۰۹.

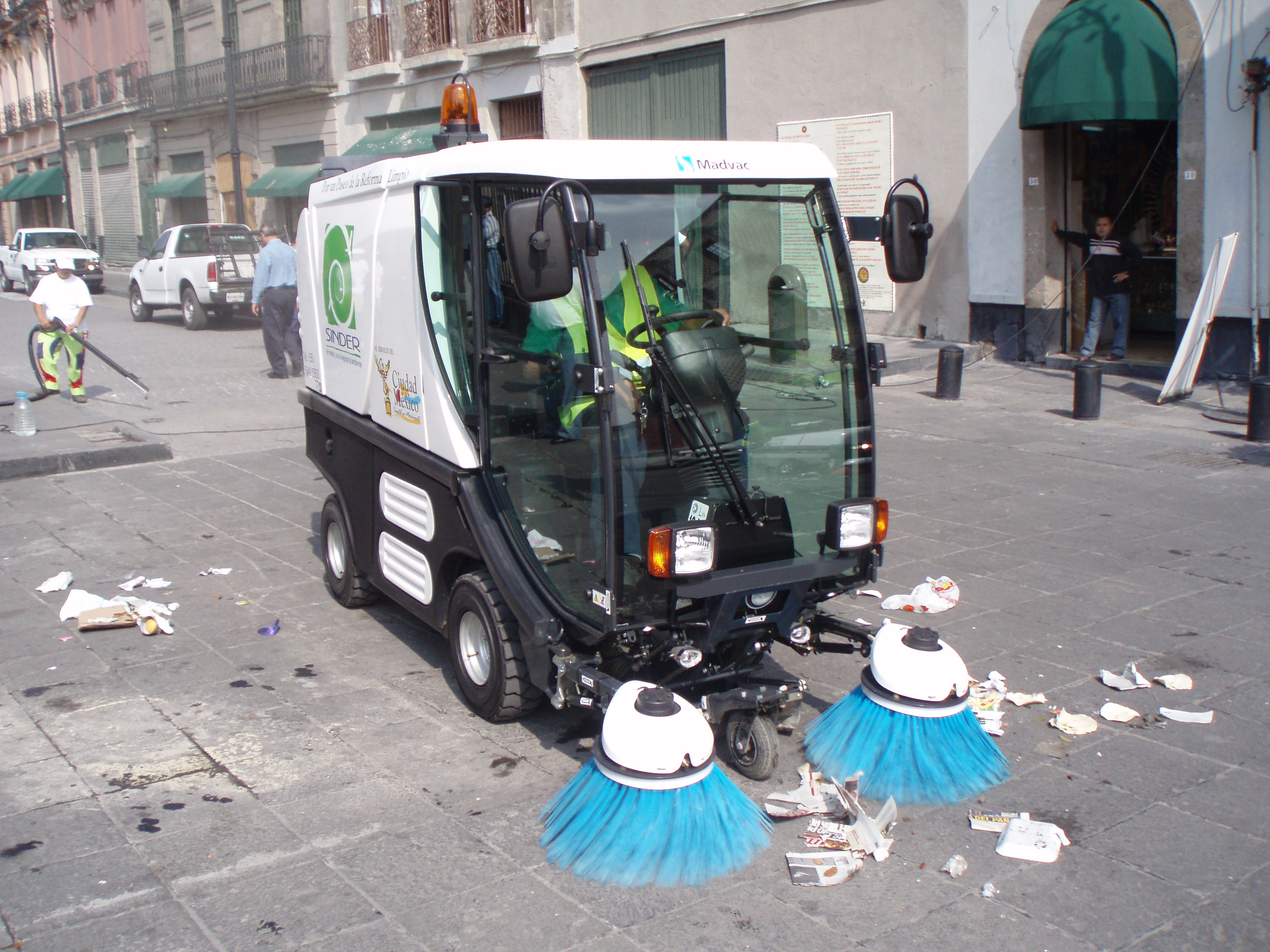
یک دستگاه تمیز کننده‌ی کوچک که در حال تمیز کردن خیابانی در شهر مکزیکو است. تاریخ نگاره سال ۲۰۰۷ میلادی است.

رُفت‌گر یا سوفور، سپور ممکن است به شغل شخص یا دستگاهی که خیابان‌ها را تمیز می‌کند، اشاره کند. یک رفتگر خیابانی، خیابان‌ها را معمولاً در یک منطقه شهری تمیز می‌کند.
از زمان تبدیل شدن پساب‌زدایی و دفع زباله به یک اولویت، جاروگران خیابانی در شهرها به عنوان " کارگران بهداشت " به کار گرفته شده‌اند. یک رفتگر خیابانی به‌طور معمول برای تمیز کردن زباله‌ها، فضولات حیوانات و کثیفی‌هایی که در خیابان‌ها جمع می‌شود از جارو و خاک‌انداز استفاده می‌کند. بعداً شیلنگهای آب برای شستشوی خیابانها نیز مورد استفاده واقع شد.
ماشین‌آلاتی در قرن ۱۹ ایجاد شدند تا پاکیزه کردن را کارآمدتر انجام دهند. امروزه از جاروبرقی‌های نوین که بر روی بدنه کامیون سوار می‌شوند، می‌توانند بقایای زباله ها که در خیابان‌ها جمع می‌شوند را جارو کنند.

## پاک‌بان‌های نوین

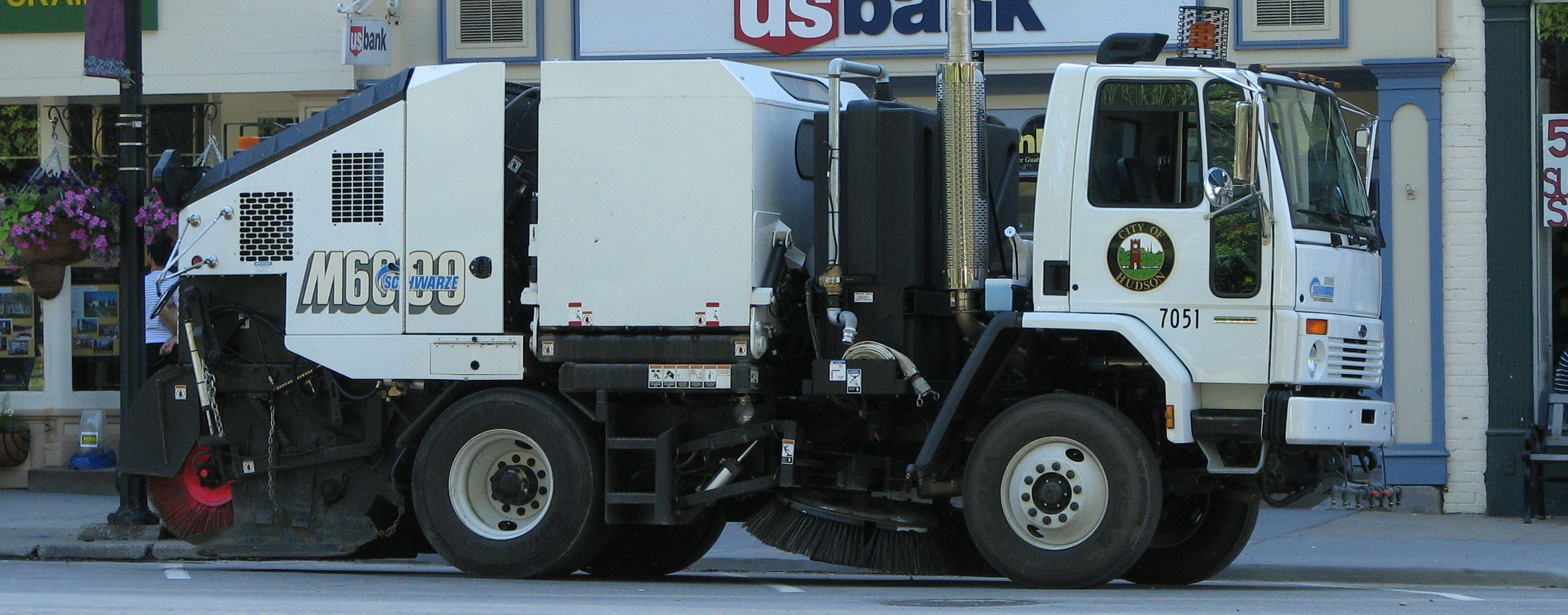
یک جاروبرقی سوار شده روی کامیون در خیابانی واقع در اوهایو

جارو برقی‌های خیابانی جدیدتر قادر به جمع‌آوری ذرات کوچک زباله هستند. امروزه بسیاری از جارو برقی‌های خیابانی تولید شده دارای مجوز PM10 و PM2.5 هستند، به این معنی که آنها قادر به جمع‌آوری و نگهداری مواد ذره ای به اندازه کمتر از ۱۰μm و حتی پایین‌تر از ۲٫۵μm هستند. با وجود پیشرفت‌های فناوری جارو خیابانی، هنوز در ایالات متحده در ۹۰ درصد موارد از جارو برقی مکانیکی استفاده می‌شود. در سال ۲۰۱۸، Boschung، یک تولیدکننده دستگاه‌های جاروی خیابانی در سوئیس، نخستین دستگاه تمیزکنندا  تمام برقی با ۰ درصد انتشار گازهای گل‌خانه‌ای به نام Urban-Sweeper S2.0 را به بازار عرضه کرد.

## تاریخچه

### جاروی دستی
نیاز به حذف زباله از جاده‌ها در مناطق شهری قرن‌ها وجود داشته‌است.
در گذشته گاهی قوانین محلی در یک شهر یا شهرک صاحب‌خانه را ملزم می‌کرد مسیر منتهی به منزلش را تمیز کند.
در زمانی که بیش‌تر آمدوشد وسایل نقلیه توسط اسب‌ها صورت می‌گرفت، رفت‌گرانی وجود داشتند که به دلیل ارزش فضولات اسب به عنوان کود حیوانی در مناطق روستایی اطراف شهر، اقدام به جمع‌آوری آن از کف گذرگاه‌ها می‌کردند.

### جاروی مکانیکی در انگلستان
در دهه ۱۸۴۰، منچستر انگلستان به عنوان نخستین شهر صنعتی شناخته شده بود. منچستر یکی از بزرگترین صنایع نساجی آن زمان را داشت. در نتیجه گفته شد که این کلانشهر قوی ناسالم‌ترین مکان برای زندگی در انگلیس است. در پاسخ به این محیط غیر بهداشتی، جوزف ویتورث یک جاروی مکانیکی مخصوص خیابان را اختراع کرد. این دستگاه با هدف جمع‌آوری زباله از خیابان‌ها و به منظور حفظ ایمنی و همچنین زیبایی شهر طراحی شده بود.

### جاروهای مکانیکی در ایالات متحده
نخستین جاروی مکانیکی مخصوص خیابان در ایالات متحده به سال ۱۸۴۹ توسط سی. اِس. بیشاپ اختراع شد. برای مدت طولانی، جاروهای مکانیکی خیابانی، در واقع تنها دیسک‌های چرخان بودند که با مفتول‌های سیم بسته شده بودند. این دیسک‌های چرخان به عنوان جاروهای مکانیکی عمل می‌کردند که گرد و غبار را در خیابان‌ها جارو می‌کردند.
تصور اشتباه رایج این است که چارلز بروکس در سال ۱۸۹۶ نخستین جاروی خیابانی را در آمریکا اختراع کرد. طراحی بروکس، که با «نخستین جاروی مکانیکی خیابانی» فاصله بسیار داشت، تنها گونه‌ای متفاوت از آنچه قبلاً وجود داشت، بود و حق ثبت اختراع آن در بین بیش از ۳۰۰ اختراع ثبت شده که پیش از سال ۱۹۰۰ در ایالات متحده صادر شده بود، قرار داشت. بیشتر جارو برقی‌های اختراع شده در قرن نوزدهم، از آن جمله جاروی بروکس، در واقع ارابه‌های متصل به اسب بودند که هیچ موتوری روی آن‌ها نصب نشده بود. چرخ‌های ارابه به هنگام چرخش، چرخ دنده‌ها یا زنجیرهایی متصل به فرچه تمیزکننده که توسط تسمه‌ای با هم متصل بودند را می‌چرخاند. نخستین خودرو پاک‌بان خودکار در ایالات متحده، که توسط موتور بخار رانده شده و برای تمیز کردن مسیرهای ریلی در نظر گرفته شده بود، به سال ۱۸۶۸ و به شماره ۷۹۶۰۶ ثبت اختراع شد. یوریکا سی. بون، نخستین زنی بود که به سال ۱۸۷۹، توانست برای یک دستگاه جاروبرقی خیابانی، حق ثبت اختراع به شماره ۲۲۲۴۴۷، دریافت کند. ماتیلدا جاسلین گِیج، در مجله نورث امریکن ریویو، جلد ۱۳۶، شماره ۳۱۸، به تاریخ مه ۱۸۸۳. نوشت: «موفقیت او بزرگ بود»
جان ام. مورفی در پاییز ۱۹۱۱ از سوی شرکت تاوِر اَند تَنک کامپنی واقع در الجین، ایلینویز فراخوانده شد. او نقشه ساخت یک خودرو موتوری را در سر داشت که می‌توانست زباله‌ها را از خیابان بردارد. این شرکت آمریکایی به سال ۱۹۰۳ توسط چارلز ویتینگ و جیمز تاد ایجاد شده بود. شرکت همچنین به‌تازگی و بی هیچ جنجال خبری، دانیل ام تاد را نیز استخدام کرده بود و تصمیم بر این شد که مورفی را نیز استخدام کرده و ایده او را توسعه دهند. این شرکت بعدها به اِلجین سویپِر کامپنی تغییر نام داد.
پس از دو سال آزمون و خطا، توسعه، آزمایش و تحقیق، یک جاروگر ساخته شد که مورفی از آن راضی بود؛ چراکه تمام عملکردهای فراگیر را به روشی که پیش‌بینی کرده بود، انجام می‌داد. دیگر هم‌کاران وی نیز مایل بودند با تولید و عرضه این دستگاه تازه به بازار، شهرت حاصل از تجربه تولید ۳۰ ساله‌شان در این صنعت را به خطر بی‌اندازند
در پاییز سال ۱۹۱۳، شهر بویس، آیداهو، پس از تظاهرات، اولین نخستین خودرو رفت‌گر الجین را خریداری کرد. مسوول پاک‌بانی خیابان بویز، توماس فینگان، با مقایسه ای نشان داد که با بهره‌گیری از از رفت‌گر موتوری الجین، در مقایسه با جاروهایی که با نیروی اسب کار می‌کردند، می‌توان ۲٬۷۱۶٫۷۷ دلار در هزینه‌ها صرفه‌جویی کرد.

پس از معرفی و فروش اولیه، مورفی به بهبود رفت‌گر خود ادامه داد. در سال ۱۹۱۷، حق ثبت اختراع مورفی، به شماره ۱۲۳۹۲۹۳، به وی و برای اختراع رفت‌گر خودکارش، اعصا شد. 
- پرونده:SweepOfTime.jpg
- پرونده:ElginSweeperBluePrint.jpg
- پرونده:Boise1914.jpg

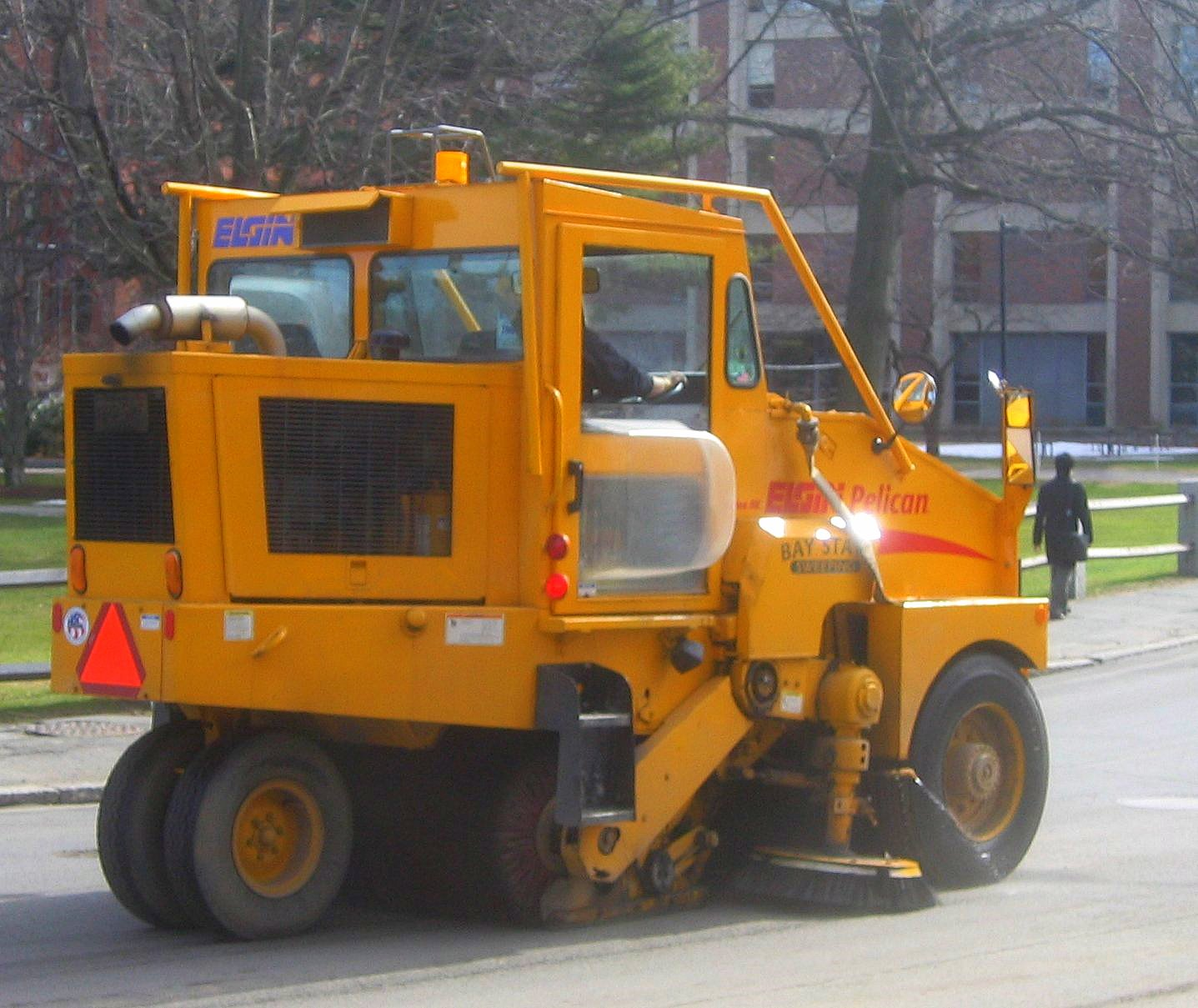
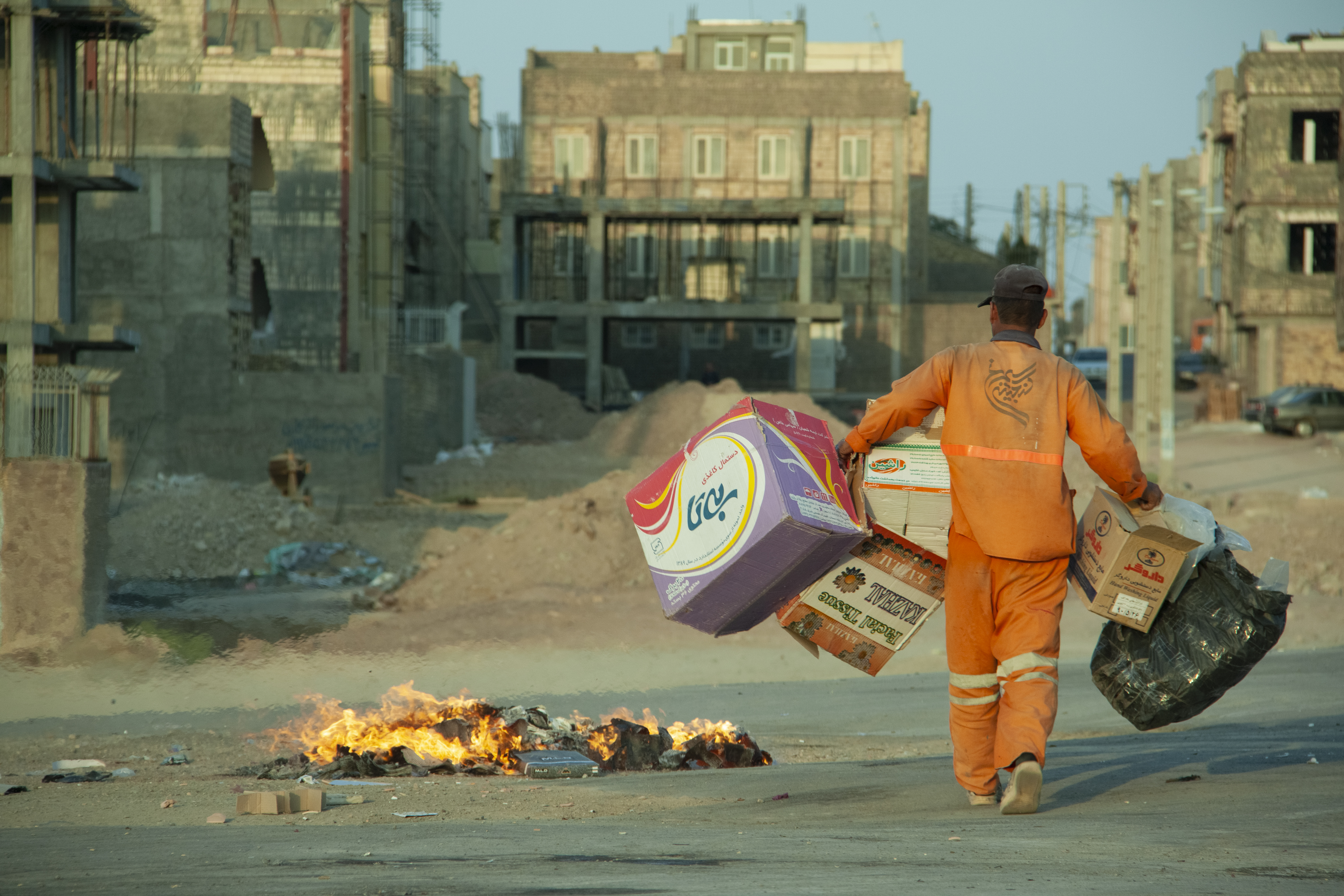
رفتگری به شیوه سنتی در ایران

### پیشرفت فناوری
تا دهه ۱۹۷۰ که سیاستگذاران کم‌کم آغاز به ابراز نگرانی نسبت کیفیت آب نمودند، تنها به گردآوردی زباله‌ها اهمیت داده می‌شد. در ایالات متحده، تأخیری که این رفت‌گران داشتند را می‌توان در گزارش راناف ریپورت به سال ۱۹۹۸ مشاهده نمود. از آنجا که رفتگرهای قدیمی خیابان تنها در از بین بردن زباله‌های بزرگ جاده‌ای مؤثر بودند، گردوخاک و ذرات کوچک باقی مانده نیز در مقادیر زیادی جمع‌آوری نمی‌شدند. به این بقایای باقی مانده به عنوان یک موضوع زیبایی شناختی نگریسته نمی‌شد؛ چراکه باران باعث می شو آنها از بین بروند. امروزه، ذرات کوچک حاوی بخش قابل توجهی از بار آلاینده‌های آب هستند.
رفتگری خیابان می‌تواند یک اقدام مؤثر در کاهش آلاینده‌ها در رواناب‌های سطحی. آژانس حفاظت از محیط زیست، پاک‌بانی خیابان را بهترین راهکار در حمایت از کیفیت آب می‌داند.